# Emma-Süd
Der See Emma-Süd, auch Hornsee genannt, ist ein Baggersee zwischen Großkrotzenburg im Main-Kinzig-Kreis und Kahl am Main im Landkreis Aschaffenburg. Er entstand Anfang des 20. Jahrhunderts infolge des Braunkohletagebaus. Durch den See verläuft die Landesgrenze zwischen Hessen und Bayern.

## Beschreibung

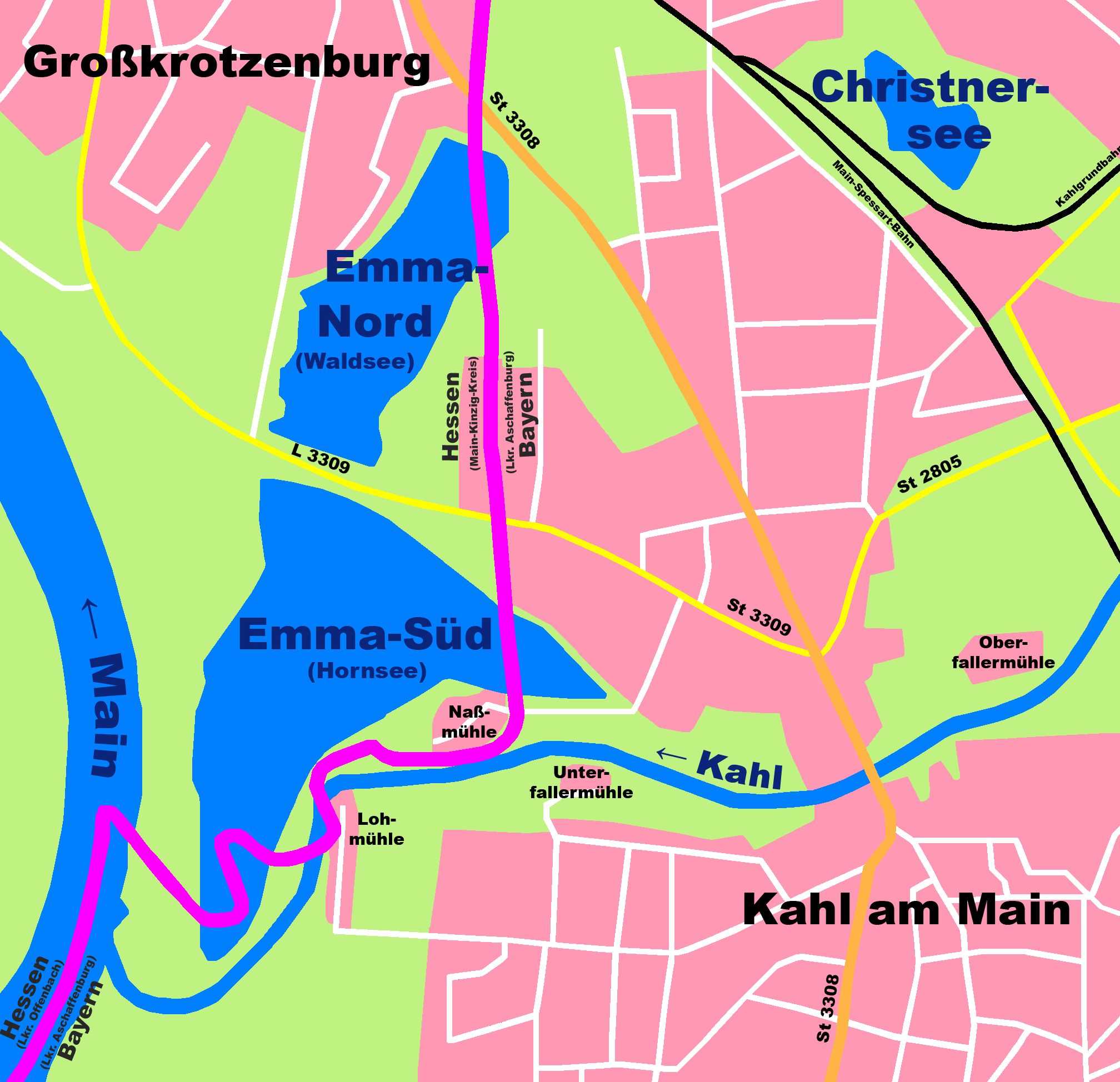
Emma-Nord und Emma-Süd

Der See Emma-Süd liegt am rechten Ufer des Mains, südöstlich von Großkrotzenburg und westlich von Kahl am Main. Der gut zwölf Hektar große See gehört zur Kahler Seenplatte. Der größere Teil, ungefähr zehn Hektar der Wasserfläche, liegt auf hessischem Gebiet. Im Osten und Süden des Sees verläuft die Kahl.
Im Jahr 1925 wurde nach dem Ersten Weltkrieg die Grube Emma-Süd errichtet, um Braunkohle abzubauen. Dafür musste 1927 das Flussbett und die Mündung der Kahl nach Süden verlegt werden. Ihr vorheriger Verlauf entspricht der heutigen Landesgrenze durch den See. Am 10. März 1914 hatte der Main starkes Hochwasser, das in die Grube gelangte. Dies hatte ein enormes Absinken des Mainpegels zur Folge, so dass ein bei Seligenstadt liegendes Schiff auf Grund geriet. Nachdem die Einbruchsstelle an einem ehemaligen Seitenarm der Kahl durch Spundwände abgedichtet war, konnte mit dem Abpumpen des Wassers begonnen werden.
Unmittelbar westlich des Sees Emma-Süd liegt der tiefste Punkt Bayerns mit 102 m ü. NN. Der See ist komplett umzäunt und nicht zugänglich. Die Landesstraße 3309 trennt die Seen Emma-Süd und Emma-Nord.